# Hans Leupold
Hans Leupold, wegen seines Berufes auch Leopold Schneider genannt (* in Kleinaitingen; † 25. April 1528 in Augsburg), war eine bedeutende Persönlichkeit der frühen Täuferbewegung in Augsburg und einer der ersten täuferischen Märtyrer im süddeutschen Raum.

## Leben

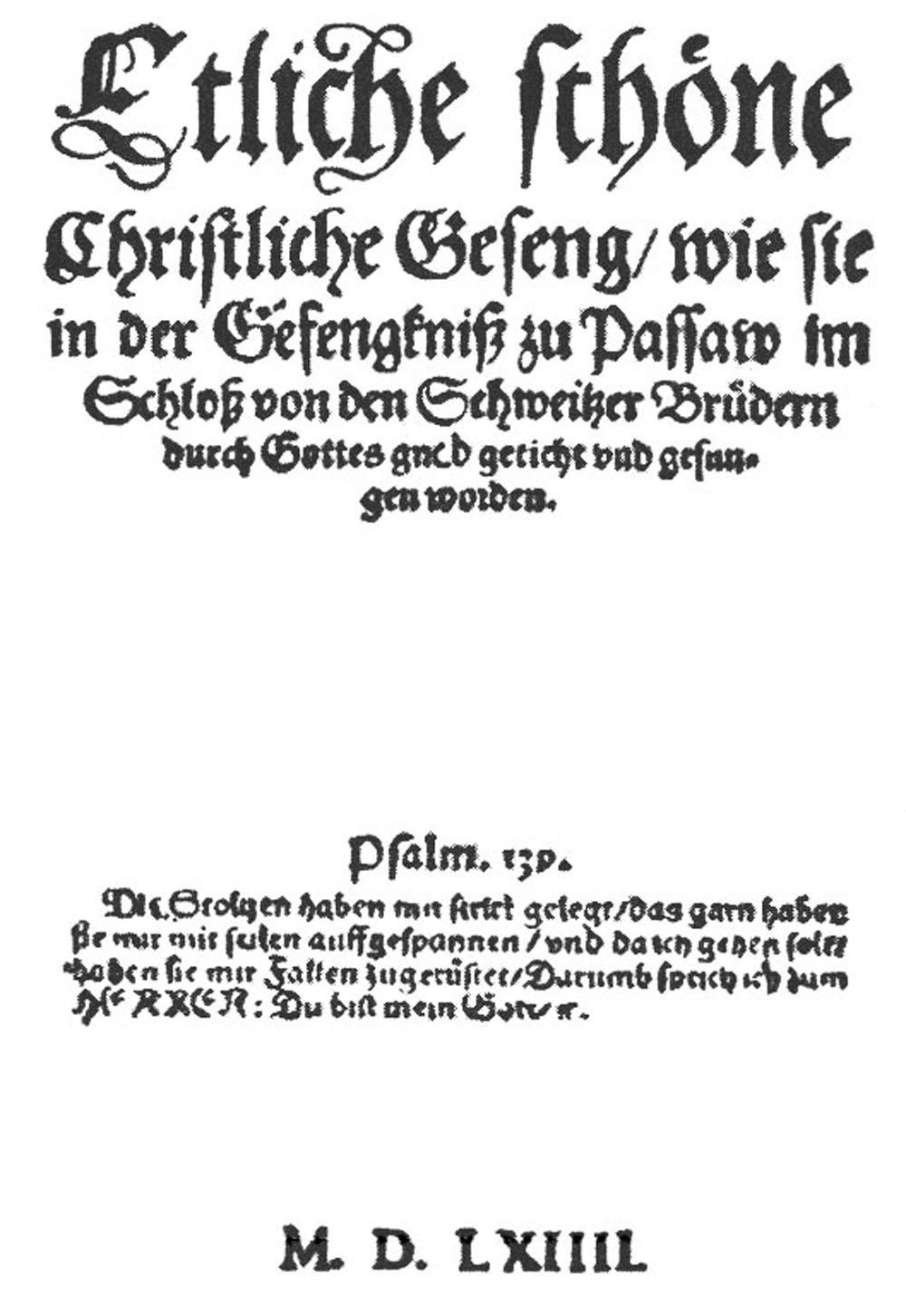
Das Gesangbuch Ausbund enthält das Leupold zugeschriebene Lied Mein Gott, ich will dich loben

Leupold stammte aus dem schwäbischen Kleinaitingen und schloss sich im Sommer 1527 der Augsburger Täufergemeinde an, wo er vom Prediger Jakob Dachser getauft wurde. Leupold engagierte sich in den folgenden Wochen als Diakon und nahm am 20. August des gleichen Jahres zusammen mit bekannten Täufern wie Hans Hut, Hans Denck und Ludwig Hätzer an der überregionalen Augsburger Märtyrersynode teil. Dort stellte er sich gegen Teile von Huts Endzeitprophetien. Kurze Zeit später kam es zur ersten Verhaftungswelle. Leupold wurde mit Pastor Jakob Dachser und weiteren Personen aus dem Kreis der Augsburger Täufergemeinde verhaftet. Im Oktober wurden solche Täufer, die wie Leupold bisher nicht als Prediger aufgetreten waren, aus dem Gefängnis entlassen und anschließend der Stadt verwiesen.
Leupold ließ sich daraufhin in Esslingen nieder, wo er als Prediger aktiv wurde. In dieser Funktion knüpfte er auch Kontakte zur Täufergemeinde in Worms, wo er sich zeitweise ebenfalls aufhielt. Am 26. März 1528 konnte Leupold unentdeckt nach Augsburg einreisen, um der Wahl eines Leiters für die sich weiter ausbreitende Augsburger Gemeinde beizuwohnen. Bei einer weiteren Zusammenkunft am Ostersonntag 1528 (12. April) wurde Leupold mit 88 anderen Täufern im Haus der Susanna Daucher entdeckt  und verhaftet. Die meisten wurden anschließend ausgewiesen, einigen aber einer Tortur unterzogen, bei der ihnen mit glühendem Eisen Löcher in die Wangen gebrannt wurden. Leupold selber blieb in Haft, wo man ihn einer Peinlichen Befragung unterzog. Er bekannte, wen er getauft hatte, wies jedoch den Vorwurf des Aufruhrs zurück und lehnte es ab, zu widerrufen.
Da Leupold das Mandat des Augsburger Rates vom Oktober 1527 verletzt hatte, sich den sog. Wiedertäufern anzuschließen und nicht bereit war zu widerrufen, stand sein Todesurteil fest. Als ihm dies vor dem Augsburger Rathaus bekannt gegeben wurde, soll er ausgerufen haben: Nicht also ihre Herren von Augsburg, sondern aus dem Tod zum Leben. Am 25. April 1528 wurde Leupold schließlich mit dem Schwert enthauptet. Er hinterließ seine Frau Barbara und zwei Kinder. In seinen letzten Stunden soll Leupold das Kirchenlied Mein Gott, dich will ich loben verfasst haben, das später ins täuferisch-mennonitische Liederbuch Ausbund aufgenommen wurde. In Augsburg erinnerte bis 2013 nichts an diese Hinrichtung und ihr Opfer. Heute erinnert eine Gedenktafel am ehemaligen Haus von Hans und Susanna Daucher daran.

## Taufsukzession
Die Linie der Taufsukzession geht bei Hans Leupold über Jakob Dachser (Frühjahr 1527), Hans Hut (Pfingsten 1526), Hans Denck zurück. Die frühere Annahme, dass Denck von Balthasar Hubmaier (Ostern 1525) getauft wurde, ist inzwischen umstritten. Belege dazu finden sich in den Biographieartikeln der erwähnten Personen.